# Pararu-espelho
Pararu-espelho (nome científico: Paraclaravis geoffroyi) é uma espécie de ave columbiforme da família dos columbídeos (Columbidae). Encontra-se em perigo crítico de extinção de acordo com a União Internacional para a Conservação da Natureza (UICN / IUCN).

## Taxonomia
O gênero Claravis foi introduzido em 1899 pelo ornitólogo americano Harry C. Oberholser com o pararu-azul (Paraclaravis pretiosa) como espécie-tipo. O nome do gênero combina o latim clarus que significa "distinto" ou "claro" com avis que significa "pássaro". Claravis anteriormente incluía o pararu-espelho e o pararu-de-peito-escuro (Paraclaravis mondetoura), além do pararu-azul, mas as duas primeiras espécies foram reatribuídas ao gênero Paraclaravis devido à descoberta de que a Claravis tradicional não era monofilética. Um estudo realizado usando sequências de quatro genes mitocondriais e um gene nuclear, que incluiu representantes de 15 das 17 espécies do grupo, recuperou o pararu-azul como o clado com maior suporte.

## Comportamento
É uma espécie nômade que acompanha a produção de frutas de certas espécies de bambu Guadua da Mata Atlântica, a saber, Guadua chacoensis e Guadua trinii; ela compartilha esse traço com seu parente mais próximo, o pararu-de-peito-escuro, que se especializa em bambu andino. Esse estilo de vida especializado pode ser o que levou a um declínio tão dramático na população da espécie, apesar de sua distribuição anterior relativamente grande, com o desmatamento em massa da Mata Atlântica no final do século XX desencadeando um efeito Allee, semelhante ao ocorrido seu parente extinto, o pombo-passageiro (Ectopistes migratorius), que também dependia de eventos de árvores produtoras de nozes.

## Situação
Não houve observações verificáveis da espécie desde a década de 1980 e pode muito bem estar extinta, embora vários registros não verificados tenham sido feitos desde então, sendo o mais recente um avistamento em 2017 de um indivíduo na Argentina em uma área com Guadua trinii. Os modelos de extinção são divididos quanto à existência ou não da espécie; quando apenas fotografias, espécimes e registros são considerados, prevê-se que a espécie tenha sido extinta durante os anos 2000, mas modelos que incorporam registros de visão confirmam que a espécie ainda existe.
A espécie pode ser facilmente confundida com o pararu-azul (Paraclaravis pretiosa) com a qual ocorre em simpatria, em más condições de observação, contribuindo à contestada legitimidade das observações mais recentes. A juriti-vermelha (Geotrygon violacea), outra espécie simpátrica com necessidades de habitat semelhantes, ainda é registrada na região desde a década de 1980, levantando ainda mais dúvidas sobre a sobrevivência do pararu-espelho; redes de neblina na área capturaram regularmente a juriti-vermelha, mas nenhum pararu-espelho. A natureza nômade do pararu-espelho adiciona mais dúvidas à perspectiva de sua sobrevivência, pois é improvável que uma espécie nômade persista em um único local ou viaje por uma grande área invisível. No entanto, a natureza restrita da espécie e a falta de gravações de chamadas até recentemente indicam que a espécie pode ter baixa detectabilidade naturalmente, especialmente fora dos eventos de produção de frutos de bambu.
Se ainda existir, a população total é estimada em 50 a 249 indivíduos. As áreas nas quais a espécie ainda pode persistir incluem a Serra do Mar do Brasil e a província de Misiones da Argentina, pois essas áreas são expansivas e pouco exploradas em comparação com o restante dos remanescentes da Mata Atlântica. A espécie foi registrada ao longo dos últimos anos em várias listas de conservação do Brasil: em 2005, foi classifica como criticamente em perigo na Lista de Espécies da Fauna Ameaçadas do Espírito Santo; em 2010, como criticamente em perigo na Lista de Espécies Ameaçadas de Extinção da Fauna do Estado de Minas Gerais de 2010; em 2014, como em perigo no Livro Vermelho da Fauna Ameaçada de Extinção no Estado de São Paulo e possivelmente extinta na Portaria MMA N.º 444 de 17 de dezembro de 2014; e em 2018, como possivelmente extinta no Livro Vermelho da Fauna Brasileira Ameaçada de Extinção do Instituto Chico Mendes de Conservação da Biodiversidade (ICMBio).

## Em cativeiro
A espécie foi mantida e criada na comunidade avícola brasileira da década de 1970 até o final da década de 1980, chegando a mais de 150 aves em cativeiro. No entanto, novas regulamentações sobre a criação de aves impostas pelo Instituto Brasileiro do Meio Ambiente e dos Recursos Naturais Renováveis (IBAMA) nas décadas de 1970 e 1980 levaram ao desmantelamento da maioria dos grupos, com indivíduos em cativeiro sendo enviados para criadores autorizados pelo IBAMA que tinham pouco conhecimento de como cuidar das aves, o que foi agravado pela falta de conhecimento do perigo de extinção da espécie na natureza na época. Acredita-se que os últimos indivíduos em cativeiro tenham morrido em meados da década de 1990 sem produzir qualquer descendência, marcando o fim de uma das melhores chances de salvar a espécie da extinção. Gravações de som da espécie foram adquiridas de antigos criadores de pombas e podem ser cruciais para detectar a espécie na natureza em pesquisas futuras.